# Adelpha mythra
Adelpha mythra is een vlinder uit de onderfamilie Limenitidinae van de familie Nymphalidae. De wetenschappelijke naam van de soort werd als Nymphalis mythra in 1824 gepubliceerd door Jean-Baptiste Godart.